# Tuse Næs Boldklub
Tuse Næs Boldklub  startede som Udby Boldklub i 1913, en sammenlægning mellem Udby Boldklub og et fodboldhold fra Hørby Sogn blev omkring 1933-34 til Tuse Næs BK. De første år fra 1913 frem til 1934 måtte fodboldspillet foregå på græsmarker rundt omkring på Tuse Næs, i 1935 fik man sin egen bane,som ifølge tingbogen officielt blev erhvervet af Udby og Hørby Kommuner i fællesskab 29. oktober 1934 ca. 2,1 ha til 3.667 kr. af gdr. Hans Henriksen, Uglerup 
- I 1947 blev af den lokale murermester Hansen opført et nyt klubhus på 120 kvm betalt af de to kommuner.
- Klubhus på Tuse Næs Stadion, Udby Kirkevej 27 4300 Holbæk19. februar 1960 købte de to kommuner knap 3,2 ha jord for 14.838 kr. af gdr. Kristian Hansen, Udby og dermed blev Tuse Næs Stadion udvidet til den størrelse, den har i dag.

I 2002 blev senior afdelingen sammenlagt i en overbygning med naboklubben Hagested IF til navnet Hagested/Tuse Næs BK. efter 14 år blev klubberne i 2016  skilt ad igen, og Tuse næs BK som gik ind i samarbejdet med det laveste rangerende hold gik dermed også ud med det laveste rangerende hold, som betyde at klubben skulle starte i serie 5, det lykkes de næste 2 sæsoner at rykke op til serie 3. 
 Der er for få eller ingen kildehenvisninger i denne artikel, hvilket er et problem. Du kan hjælpe ved at angive troværdige kilder til de påstande, som fremføres i artiklen.